# 奈迈索洛克
奈迈索洛克是匈牙利维斯普雷姆州所辖的一个村，总面积20.56平方公里，总人口926，人口密度45.0人/平方公里（2010年1月1日）。